# XXL (杂志)
《XXL》是美国的一本嘻哈音乐杂志，创刊于1997年。隶属于Townsquare Media旗下的哈里斯发行公司，总部位于美国纽约。专注于报道嘻哈文化、艺人采访、专辑评测以及行业动态。
《XXL》最具影响力的项目之一是“XXL Freshman Class”（XXL新生代），自2007年起，每年都会评选出不知名/地下说唱歌手，以及那些风头正劲的说唱歌手。这份名单在听众和歌手中间产生了巨大的蜂鸣营销，并且让许多歌手第一次尝到了成名的滋味。多位知名艺人，如J. 科尔、特拉维斯·斯科特和肯德里克·拉马尔都曾登上封面。